# Eumenes campaniformis
Eumenes campaniformis är en stekelart som beskrevs av Fabricius. Eumenes campaniformis ingår i släktet krukmakargetingar, och familjen Eumenidae.

## Underarter
Arten delas in i följande underarter:
- E. c. assatus
- E. c. lepeletierii
- E. c. gracilis
- E. c. esuriens
- E. c. cameroni
- E. c. rendhalli
- E. c. rhodesiensis
- E. c. tessmanni
- E. c. asinus
- E. c. higletti
- E. c. stuhlmanni
- E. c. pensilis
- E. c. guérini
- E. c. pseudodyscherus
- E. c. subfenestralis